# Lil Peep; Part One
Lil Peep; Part One (estilizado como LiL PEEP; PART ONE , acortado como Part One) es el primer mixtape del rapero estadounidense Lil Peep. Fue lanzado el 18 de septiembre de 2015. El mixtape contó con tres sencillos: "Veins", "Praying To The Sky" y "The Way I See Things".

## Música y letra
En este proyecto, Lil Peep expresa temas vulnerables de una relación rota. Incluyendo: depresión, adicción a las drogas, fantasmas, angustia y nihilismo. Todos estos temas son comunes con el género de rap emo que ayudó a ser pionero. Sus letras también suelen mencionar su abuso de sustancias.
El sencillo "Praying To The Sky" se ha destacado por representar estos temas de manera muy importante. Melanie Westfall de The Daily Texan, relacionó la mezcla de emo y rap con la canción. Con frases como, "Encontré un poco de Xanax en mi cama / Tomé esa mierda y me volví a dormir / Me van a extrañar cuando esté muerto / Descanso en paz". Si bien alude a que "existe una tendencia en este género a utilizar la automedicación para problemas de salud mental". En la canción, Peep describe el abuso de drogas del que desafortunadamente fue víctima dos años después. Con el uso de la droga Xanax. Peep confirmó en Twitter que estaba "en ácido" al hacer la canción.
Una de las canciones más populares del proyecto, "The Way I See Things", da una perspectiva de los sentimientos pesimistas de Peep hacia la vida que estaba soportando a finales de 2015. Vocalizando letras como: "Tengo un sentimiento que no voy a estar aquí el año que viene / Así que rímonos un poco antes de irme" De nuevo, inquietantemente, mientras describía el uso de la automedicación (que pronto consumiría al joven), había usado para hacer frente a sus sentimientos: "He estado soñando con esta mierda por un tiempo / ahora me drogo". La canción ganó una atracción generalizada, lo que pronto ayudó a Lil Peep a obtener seguidores de culto junto con canciones como "Star Shopping" en el lanzamiento. Habiendo obtenido más de 30 millones de escuchas en SoundCloud.
En "Another Song", Peep canta sobre haber perdido el contacto con una chica que cree que cree que es fea. Esta canción muestra las voces de una entrevista de 1993 con una de las mayores influencias de Peep, Kurt Cobain. Conducido con MTV, Cobain confesó tener pensamientos suicidas en algunos momentos. Una correlación directa con el enfoque de la canción, siendo un tema predominante de odio a sí mismo.
Mucha gente ha puesto el sencillo de 2015 "Star Shopping", que fue lanzado casi al mismo tiempo que este mixtape, en la lista de canciones. Sin embargo, no estaba oficialmente en el mixtape.

## Lista de canciones
Todas las canciones escritas y compuestas por Lil Peep. 
| Lil Peep; Part One |                        |              |          |  |
| N.º                | Título                 | Producer(s)  | Duración |  |
| 1.                 | «Praying To The Sky»   | Greaf        | 3:59     |  |
| 2.                 | «The Way I See Things» | Kryptik      | 2:13     |  |
| 3.                 | «High School»          | Haardtek     | 2:48     |  |
| 4.                 | «Another Song»         | Glitter      | 2:09     |  |
| 5.                 | «Five Degrees»         | Haardtek     | 2:24     |  |
| 6.                 | «Nothing To U»         | Kryptik      | 2:27     |  |
| 7.                 | «It's Me»              | Fleance      | 2:07     |  |
| 8.                 | «Ghost Boy»            | Rozz Dyliams | 2:10     |  |
| 9.                 | «Veins»                | Greaf        | 3:30     |  |
| 10.                | «Wanna Be»             | Mysticphonk  | 2:13     |  |
| 11.                | «Shame On U»           | Haardtek     | 1:51     |  |